# Abrosoma virescens
Abrosoma virescens är en insektsart som beskrevs av Ludwig Redtenbacher 1906. Abrosoma virescens ingår i släktet Abrosoma och familjen Aschiphasmatidae. Inga underarter finns listade i Catalogue of Life.